# Skoki narciarskie na Mistrzostwach Świata Juniorów w Narciarstwie Klasycznym 2009
Skoki narciarskie na Mistrzostwach Świata Juniorów w Narciarstwie Klasycznym 2009 – zawody w skokach narciarskich, przeprowadzone w dniach 5–6 lutego w słowackim Szczyrbskim Jeziorze, w ramach Mistrzostw Świata Juniorów w Narciarstwie Klasycznym 2009. Areną zmagań skoczków była skocznia MS 1970 B.
Podczas mistrzostw odbyły się zawody indywidualne mężczyzn i kobiet, a także konkurs drużynowy mężczyzn. W konkursie indywidualnym mężczyzn zwyciężył Austriak Lukas Müller, wyprzedzając Macieja Kota i Ville Larinto. W zawodach drużynowych wygrała reprezentacja Austrii przed Niemcami i Polską. Wśród kobiet triumfowała Niemka Magdalena Schnurr, wyprzedzając Annę Häfele i Coline Mattel.

## Wyniki

### Mężczyźni

#### Indywidualne
5 lutego 2009
| Pozycja | Zawodnik          | Narodowość | Punkty |
| ------- | ----------------- | ---------- | ------ |
|         | Lukas Müller      | Austria    | 253,0  |
|         | Maciej Kot        | Polska     | 249,0  |
|         | Ville Larinto     | Finlandia  | 246,0  |
| 4.      | Pascal Bodmer     | Niemcy     | 244,5  |
| 5.      | Čestmír Kožíšek   | Czechy     | 239,5  |
| 6.      | Peter Prevc       | Słowenia   | 239,0  |
| 7.      | Michael Hayböck   | Austria    | 238,0  |
| 8.      | Roberto Dellasega | Włochy     | 236,0  |
| 9.      | Danny Queck       | Niemcy     | 235,5  |
| 10.     | Andre Fredheim    | Norwegia   | 234,0  |
| ...     |                   |            |        |

#### Drużynowo
6 lutego 2009
| Pozycja | Państwo  | Zawodnicy                                                             | Punkty |
| ------- | -------- | --------------------------------------------------------------------- | ------ |
|         | Austria  | Michael Hayböck Florian Schabereiter Lukas Müller Thomas Thurnbichler | 981,5  |
|         | Niemcy   | Felix Schoft Tobias Bogner Danny Queck Pascal Bodmer                  | 978,5  |
|         | Polska   | Maciej Kot Jakub Kot Grzegorz Miętus Andrzej Zapotoczny               | 937,0  |
| 4.      | Norwegia | Kenneth Gangnes Andre Fredheim Robert Johansson Eirik Kjelstrup       | 916,0  |
| 5.      | Słowenia | Žiga Mandl Peter Prevc Matic Kramaršič Andraž Pograjc                 | 911,0  |
| 6.      | Japonia  | Kenshirō Itō Shō Suzuki Hiroaki Watanabe Kento Sakuyama               | 899,0  |
| 7.      | Włochy   | Roberto Dellasega Alessio De Crignis Diego Dellasega Michael Lunardi  | 897,0  |
| 8.      | Czechy   | Čestmír Kožíšek Jiří Mazoch Robert Kubáň Hubert Bláha                 | 873,5  |
| ...     |          |                                                                       |        |

### Kobiety

#### Indywidualne
6 lutego 2009
| Pozycja | Zawodniczka                | Narodowość        | Punkty |
| ------- | -------------------------- | ----------------- | ------ |
|         | Magdalena Schnurr          | Niemcy            | 242,0  |
|         | Anna Häfele                | Niemcy            | 241,5  |
|         | Coline Mattel              | Francja           | 236,0  |
| 4.      | Nata De Leeuw              | Kanada            | 233,0  |
| 5.      | Jacqueline Seifriedsberger | Austria           | 231,0  |
| 6.      | Ramona Straub              | Niemcy            | 227,5  |
| 7.      | Ayuka Takeda               | Japonia           | 224,0  |
| 8.      | Evelyn Insam               | Włochy            | 223,5  |
| 8.      | Abby Hughes                | Stany Zjednoczone | 223,5  |
| 10.     | Yūki Itō                   | Japonia           | 223,0  |
| ...     |                            |                   |        |

## Klasyfikacja medalowa
| Miejsce | Państwo   |   |   |   | złoto · srebro · brąz |
| ------- | --------- | - | - | - | --------------------- |
| 1.      | Austria   | 2 | 0 | 0 | 2                     |
| 2.      | Niemcy    | 1 | 2 | 0 | 3                     |
| 3.      | Polska    | 0 | 1 | 1 | 2                     |
| 4.      | Finlandia | 0 | 0 | 1 | 1                     |
| 4.      | Francja   | 0 | 0 | 1 | 1                     |